# Ť
La T con carón (Ť, minúscula: ť) es una letra de los alfabetos checo y eslovaco que se usa para representar [c], la oclusiva palatal sorda.
Se forma a partir de la T latina con la adición de un carón o háček.
Su forma minúscula ť tiene un háček o carón inclinado 90 grados que parece más un apóstrofo que la típica forma de letra uve. En el alfabeto, la Ť se coloca justo después de la T normal.

## Codificación digital
En Unicode, la mayúscula Ť está codificada en U+0164 y la minúscula ť está codificada en U+0165.
| Carácter      | Ť                                 | Ť                                 | ť                               | ť                               |
| ------------- | --------------------------------- | --------------------------------- | ------------------------------- | ------------------------------- |
| Unicode       | LATIN CAPITAL LETTER T WITH CARON | LATIN CAPITAL LETTER T WITH CARON | LATIN SMALL LETTER T WITH CARON | LATIN SMALL LETTER T WITH CARON |
| Codificación  | decimal                           | hex                               | decimal                         | hex                             |
| Unicode       | 356                               | U+0164                            | 357                             | U+0165                          |
| UTF-8         | 197 164                           | C5 A4                             | 197 165                         | C5 A5                           |
| Ref. numérica | &#356;                            | &#x164;                           | &#357;                          | &#x165;                         |